# Jean-Louis Agobet
 (avril 2012).
Jean-Louis Agobet, né le 21 avril 1968 à Blois (Loir-et-Cher), est un compositeur français.

## Biographie
Études musicales (composition, électroacoustique) à l'ENM d'Aix-en-Provence, (composition, analyse) au conservatoire à rayonnement régional de Nice et (composition, écriture, informatique musicale) au Conservatoire national supérieur de musique de Lyon. Sa carrière se développe dès le début des années 1990 et il écrit (plus d'une soixante d’œuvres à ce jour) pour la plupart des formations symphoniques, chefs et solistes : Michel Portal, Jan Latham-Koenig, Kristjan Järvi, Steven Isserlis, François-Xavier Roth, Paul Meyer, Cécile Daroux, Alexandre Paley, Xavier Phillips, Yasuaki Itakura, Thomas Dausgaard , Sebastian Lang-Lessing, Hans Leenders, Enrique Mazzola, Graziella Contratto ...
Ancien pensionnaire de la Villa Médicis à Rome (1996-1998), Il remporte le prix du meilleur enregistrement de l'année aux Victoires de la musique classique en 2006 pour l'album Génération. Il remporte également le Prix spécial au Prix Italia en 1995 à Bologne et reçoit des prix de l'Académie des beaux-arts (Prix Pierre Cardin) et de la SACEM (Prix Claude Arrieu).[réf. nécessaire]
En décembre 2021, il reçoit le Grand Prix Sacem pour la carrière dans la catégorie Musique Classique Contemporaine.
Il a été compositeur en résidence de l'Orchestre national de Montpellier de 1998 à 2000 puis de l'Orchestre philharmonique de Strasbourg de 2001 à 2004. Il dirige le service éducatif de l'Orchestre philharmonique de Strasbourg de 2004 à 2005 et a été responsable artistique du cycle découverte de l'Orchestre de Caen de 2008 à 2011. Il est compositeur associé à l'Orchestre des Pays de Savoie en 2007 et compositeur résident à l'Orchestre national de Lorraine pour deux saisons (2013-2015) .
Ses œuvres sont éditées par Jobert (jusqu'en 2006), Peermusic classical à Hambourg et New-York et depuis 2018 par les Éditions Artchipel.
Régulièrement programmé par Radio France il a été invité du festival Présences en 1993, 96, 2003, 2008, 2025. Il est la tête d'affiche du festival "Aspects des Musiques d'Aujourd'hui" à Caen du 16 au 21 mars 2010 avec plus de vingt œuvres programmées. Il travaille depuis quelques années à la mise en place du projet LabOrchestre  Tokyo (Japon), il s'agit d'un programme pédagogique basé sur la créativité sonore, qu'il aborde dans son essai Écouter, jouer, créer.
Sa discographie a été saluée par la presse (Choc du Monde de la Musique, Gramophone, Diapason, Ongaku No Tomo…) et primée (Victoire de la musique classique, prix de l'Académie Charles-Cros…).
Il a été membre puis président et vice-président de la commission de la Musique Symphonique de la SACEM (2012-2015, 2017-2022).

## Enseignement
À partir du début des années 2000, il est invité par de nombreuses universités en Europe, Asie (Japon, Hong Kong) et aux Etats-Unis. Il enseigne la composition et l'orchestration au conservatoire à rayonnement régional de Caen de 2008 à 2011. En septembre 2011, il est nommé professeur de composition au conservatoire à rayonnement régional de Bordeaux. Il enseigne également auprès du Pôle d'Enseignement Supérieur de Bordeaux Nouvelle-Aquitaine depuis septembre 2022.

## Œuvres

### Œuvres instrumentales
(1, 2 ou 3 instruments, avec ou sans électronique)
- Strati (1992) op. 1, pour piano solo
- Nuée-Traces (1993-1994), pour flûte solo et électronique
- Points vacillants (1994-95 rev. 2000), pour tuba solo et électronique
- Nuée (1995), pour flûte solo
- Autour (1995), pour flûte en sol
- Encore ! for Sacha (2000), bis pour piano
- Ciaccona (2002), pour clarinette et violoncelle
- Cobalt (2004), pour cor en fa & piano résonant ad. lib.
- Les ombres dansent (2006), pour deux clarinettes & piano résonant obligé
- Spectre (2008), pour flûte basse (et/ou flûte en sol) et percussion
- Owen fragments II (2008), pour alto et violoncelle
- Owen fragments III	(2008), pour deux violons et alto
- Owen fragments IV (2008), pour alto solo
- Régénération (2002-2008), pour trois clarinettistes
- Leben (2009), pour violoncelle et piano
- L'échiquier d'Adelson (2010), pour alto solo
- Spirit of Preludio (2014), pour violoncelle piccolo solo
- Sharp (2015), cinq pièces pour violoncelle
- Trio (2017), pour clarinette, alto et piano
- Braeburn (2019), pour contrebasse
- Akane (2019), pour shō (笙)
- Degrés (2020), pour flûte
- An Autumn Leaf (2020), pour basson
- Salt (2021), pour clarinette
- Spirit of Corrente (2021), pour violoncelle
- Helix (2021), pour piano
- Helix 2 (2022), pour pano
- Helix 3 (2023-24), pour piano
- Mains et cercle (2024), pour shamisen (dédiée à Yuiko Terai)
- Recolor in red (2024), pour saxophone alto et sons fixés

### Œuvres pour ensemble
(4 à 19 instruments, avec ou sans soliste(s), dirigés ou non avec ou sans électronique)
- Einfallen (1991), pour sept instruments et électronique
- Plotting (1994), pour sept instruments
- Petit édifice (1995), pour cinq instruments
- l’Étude des forces (1997), concerto pour flûte solo, flûte principale, ensemble instrumental et électronique
- L'effet papillon (1999), pour ensemble
- Antiphonal Memory (2000-01), pour ensemble et électronique
- Répliques (2001), pour six percussionnistes, sextuor de Sixens
- Fanal (2001), fanfare pour treize cuivres et timbales
- Fanfare pour l’OJM (2002), pour cinq cuivres et deux percussionnistes
- In triple time (2007), Sarabande pour quatuor à cordes
- Eclisses (2007-2008), pour flûte, clarinette, piano, violon et violoncelle
- Sectio (2008), pour ensemble de 14 instruments
- Owen fragments (2008), pour récitant, quatuor à cordes avec alto principal
- Clarinet concertino (2010-2011), pour clarinette solo et ensemble
- Symphonie de chambre (n°1) (2012), pour orchestre de chambre
- Cassation (2013), pour ensemble de saxophones (12)
- Société (n°1) (2018) Les musiciens de Brême, pour flûte, saxophone, piano, percussion et électronique

### Œuvres symphoniques et concertantes
(orchestre, avec ou sans soliste(s) avec ou sans électronique)
- Édifice (1995-99) quatre pièces pour orchestre
- Fanfare (1999), pour orchestre
- Montpellier variations (1999), pour piano et orchestre
- Phonal (2000), pour grand orchestre
- Ritratto concertante (2000), concerto pour piano et orchestre[10]
- Folia (2002), pour orchestre
- Profils (2002), pour orchestre à cordes
- Génération (2002), Concerto grosso pour trois clarinettistes et orchestre[10]
- Est-ce que vous êtes prêts ? (2003), Fantaisie pour cent enfants et grand orchestre
- Rebus (2003), In memoriam Luciano Berio, pour orchestre
- Feuermann (2003), Grand duo pour violoncelle solo et orchestre
- Concerto scorrevole (2006) Concerto pour cor et orchestre
- A shaped sharp (2006-2007), pour quatuor de saxophones et orchestre
- Exo (2007), pour deux sopranos et orchestre sur des fragments de Vents de Saint-John Perse
- Reverso, Saxophone Quartet Concerto (2009), pour quatuor de saxophones (SATB) et orchestre
- Concerto pour violoncelle (2009), pour violoncelle solo et orchestre
- AMA ouverture (2012), fanfare pour la 30e édition du festival Aspects, pour orchestre
- Concerto pour violon et orchestre Chercher ! Trouver ? (2013)
- Oculus (2014), premier prélude pour orchestre
- Cantate (2014-15), pour soprano, mezzo, chœur et orchestre
- Mabus (2020), deuxième prélude pour orchestre
- Nucleus (2023), troisième prélude pour orchestre

### Œuvres vocales
- La voix claire (2003-04), douze voix mixtes
- Exo (2007), pour deux sopranos et orchestre sur des fragments de Vents de Saint-John Perse
- Cantate (2014-15), pour soprano, mezzo, choœur et orchestre
- Three poems by Herman Melville (2019), pour soprano, clarinette basse, alto et percussion

### Œuvres radiophoniques, musiques de films
- Rinvenuto (1995), monodrame radiophonique pour récitant, cinq solistes instrumentaux, orchestre et électronique
- Gardiens de phare (1997-99), Musique d'accompagnement pour le film muet de Jean Grémillon (1929) pour sept instruments et électronique

### Œuvres pédagogiques
- Intuitio cahier I (2008-2009)
- Pas de trois pour trois flûtes
- flvlpno	 pour flûte, violon et piano
- Double pour violon
- Dans le souffle pour soixante voix d’enfants
- Séquences pour ensemble de 8 instruments (prix SACEM de la partition pédagogique)